# Parque La Concepción
El parque forestal La Concepción es un parque forestal periurbano ubicado junto al embalse de El Limonero y el jardín botánico La Concepción en el distrito Ciudad Jardín de Málaga.

## Descripción
El parque tiene una superficie de 190 000 metros cuadrados. Cuenta con una zona de pícnic, dos zonas de barbacoas, un mirador con vistas al embalse de El Limonero, un observatorio de aves, un puente colgante y un parque infantil.
Todos los años, en el mes de septiembre, se celebra en el entorno del parque forestal la romería de la Virgen de la Alegría.